# Proagopertha lucidula
Proagopertha lucidula är en skalbaggsart som beskrevs av Franz Faldermann 1835. Proagopertha lucidula ingår i släktet Proagopertha och familjen Rutelidae. Inga underarter finns listade i Catalogue of Life.